# El Torcal
El Torcal (vollständig Paraje Natural Torcal de Antequera) ist ein 1171 ha großes Naturschutzgebiet im spanischen Andalusien, ca. 14 km entfernt von der Provinzstadt Antequera (Provinz Málaga).
Mit seinen außergewöhnlichen Karstformationen gehört der Park zu den beeindruckendsten Landschaften Spaniens. Neben Touristen zieht er auch Geologen und Botaniker an.

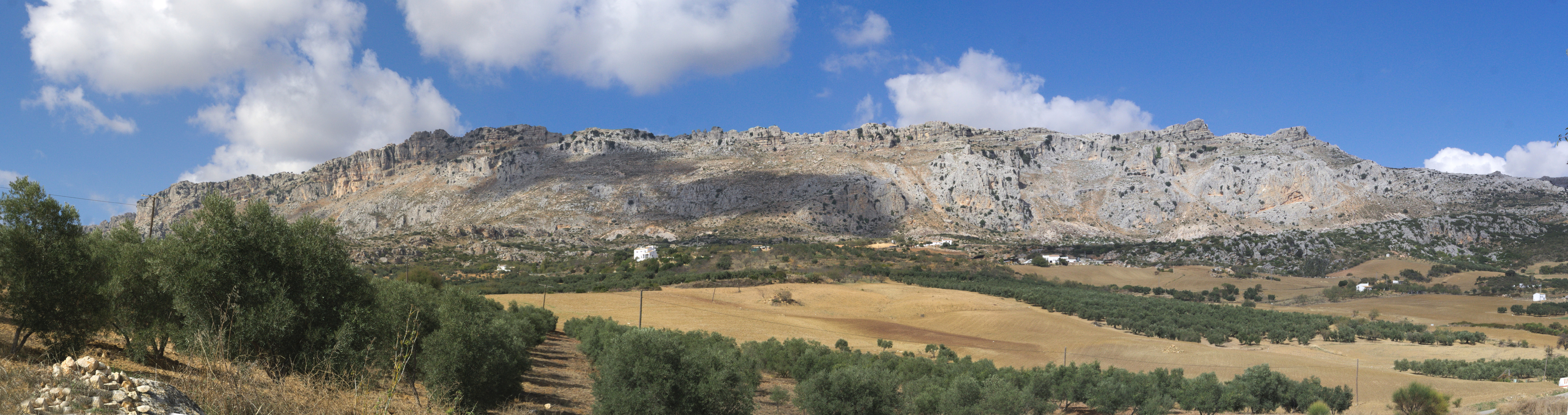
El-Torcal-Massiv von Süden

Erstmals ausgewiesen als „Naturschutzgebiet von nationalem Interesse“ wurde El Torcal 1929. Im Jahr 1978 wurde das Gebiet zum Naturpark erklärt, 1989 schließlich zur „Naturgegend“ (Paraje Natural).

## Entstehung

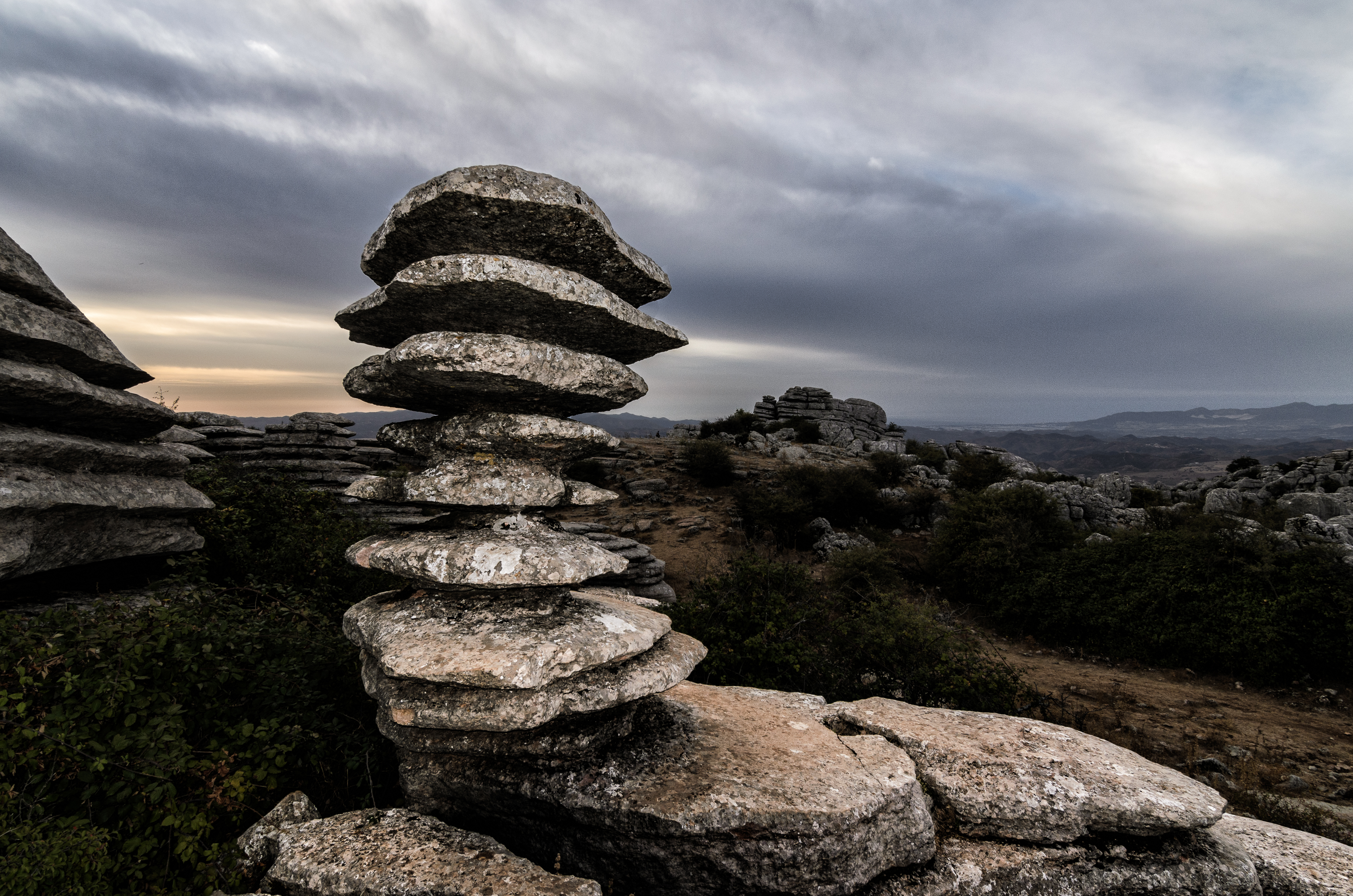
Die „Schraube“

Vor 100 Millionen Jahren war das Gebiet noch gänzlich vom Meer der Tethys bedeckt, von dem lediglich das Mittelmeer übriggeblieben ist. Durch die Ablagerung von Sedimenten bildeten sich Schichten aus Kalkgestein. Infolge der alpidischen Orogenese, d. h. durch die Kollision der afrikanischen und eurasischen Erdplatte, kam es zur Anhebung und Faltung dieser Schichten zu Hügeln und Bergen. Hierbei entstanden auch Dehnungsklüfte, die durch das Eindringen von Wasser erweitert wurden. Hierbei spielte insbesondere die für Karstgebiete typische Kohlensäureverwitterung eine wichtige formgebende Rolle, durch welche die heutige wildzerklüftete Felslandschaft mit fantastischen Steingebilden entstand. Hinzu kommt die unterschiedliche Widerständigkeit der ursprünglich horizontal abgelagerten Sedimentgesteine. Je nach Festigkeit einer Gesteinsschicht wurde und wird mehr oder weniger Material abgetragen, wodurch sich die horizontalen Muster erklären lassen.

## Landschaftsbeschreibung

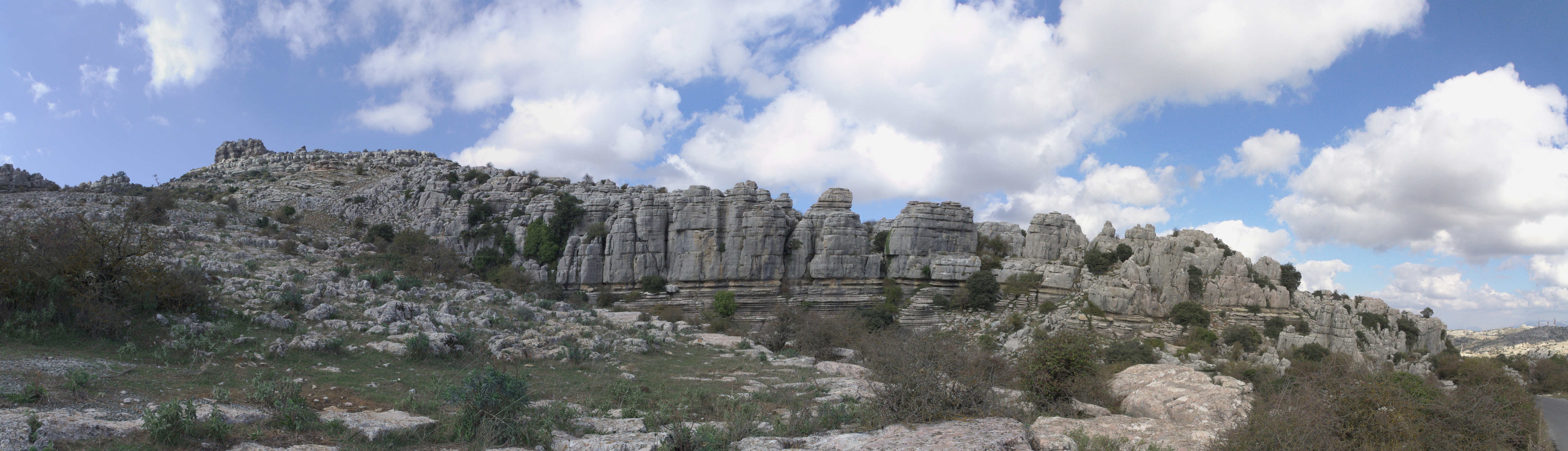
Karstlandschaft

El Torcal ist ein Ausläufer der bogenförmig verlaufenden Sierra Subbética und liegt in einer Höhe zwischen 1100 und 1400 m. Zerklüftete Felsen und Schluchten wechseln in stets neuer Gestalt einander ab. Hohe Säulen aus Steinplatten unterschiedlicher Größe sehen aus, als wären sie künstlich aufeinander gestapelt worden. Ganz unvermittelt sieht man ausgespülte Becken in ebenen Felsplatten.

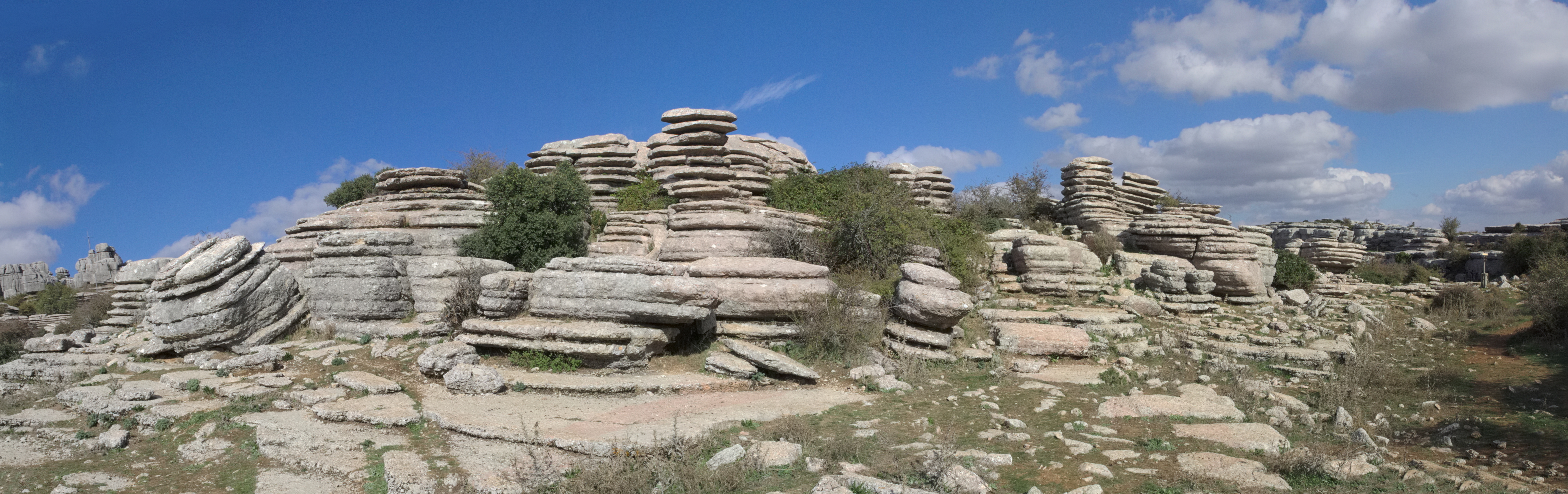
„Tornillo“ – Felsformation

## Landwirtschaft, Vegetation und Tierwelt

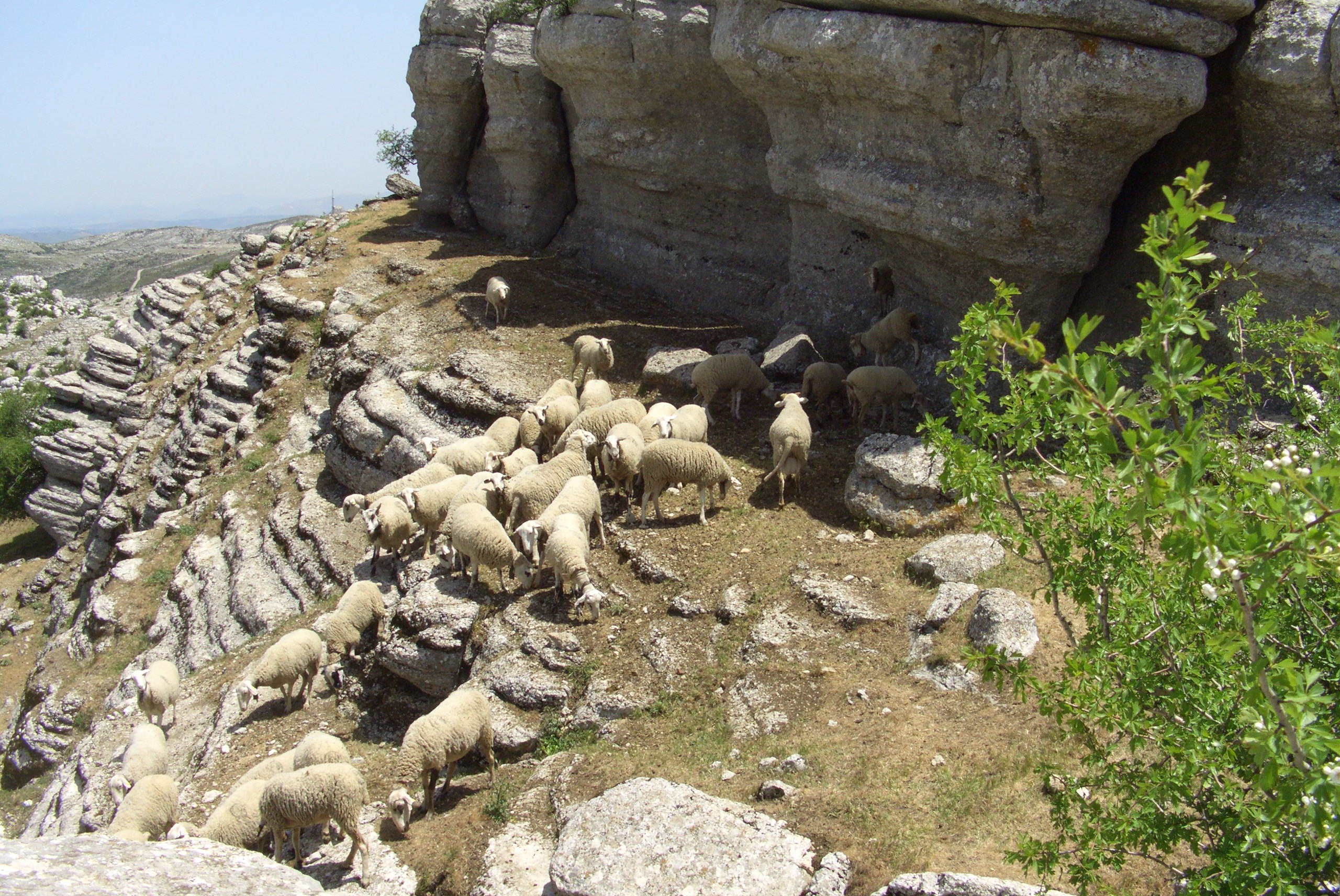
Schafzucht

Aufgrund des kargen Bodens und der Beweidung durch Schafe findet sich nur spärliche Bodenvegetation, die von Strauchwerk und einzelnen Bäumen durchsetzt ist. Besonders im Frühjahr leuchten und duften die blühenden Wiesen. Im Park wurden 116 Arten von Wirbeltieren gezählt. Hierzu gehören ein Amphibium, elf Reptilien, 82 Vögel und 22 Arten von Säugetieren. Besonders erwähnenswert ist eine Gruppe von Iberiensteinböcken.
Daneben gibt es eine Vielzahl weiterer Tiere, vor allem Insekten, welche die Lebensgrundlage der Wirbeltiere darstellen.
Die Flora zählt mehr als 600 Pflanzenarten einschließlich 30 Arten wilder Orchideen, von denen sechs exklusiv in El Torcal vorkommen.

## Tourismus
Als öffentlich zugängliches Naturschutzgebiet ist El Torcal für Wanderer und Naturliebhaber ein interessanter Anziehungspunkt. Er zählt jährlich über 100.000 Besucher. Von Antequera erreicht man ihn über die kleine Landstraße A 7075 in Richtung Villanueva de la Concepción und folgt den Hinweisschildern bis zum Parkplatz.
Auch führt der Bus von Antequera nach Villanueva de la Concepción an der Zufahrtsstraße zum Park vorbei. Von Málaga sind es über die kurvenreiche A 7075 etwa 55 km. Man kann auch auf den Autobahnen A7 und A45 Richtung Antequera bis zur Ausfahrt Casabermeja fahren, von dort auf schmalen Sträßchen (MA 3404, A 7075) Richtung Villanueva und weiter Richtung Antequera (ab Casabermeja noch 20 km). Am Parkplatz befindet sich ein Informationszentrum mit einem kleinen Museum, in dem Geologie, Flora und Fauna des Parks dargestellt sind.
Drei markierte Rundwanderwege führen durch den Park. Da man sich in dem bizarren Felslabyrinth leicht verirren kann, wird geraten, den Wanderwegen zu folgen.
- Die grüne Strecke ist die kürzeste und leichteste von 1,5 km Länge, dauert etwa 45 Minuten und führt zum Talkessel (Torca de La Maceta).

- Die gelbe Route ist 2,5 km lang und führt zu „Las Ventanillas“ in 1200 m Höhe mit einem Panoramablick auf das Tal von Málaga. Da sich El Torcal deutlich über das umgebende Land erhebt, hat man hier einen wunderbaren Rundumblick. Man sieht Villanueva de la Concepción und bei klarer Sicht die Berge von Málaga oder sogar das Mittelmeer.
- Die „Große Runde“ (Ruta circular grande) ist etwa 8,6 Kilometer lang. Unterwegs können versteinerte Ammoniten und Belemniten entdeckt werden. Ein weiterer Höhepunkt ist die Felsengruppe der Riesenköpfe. Sie ist unter dem Namen "Las Meninas" bekannt. Von der Felsplattform aus hat man einen 360-Grad-Panoramablick auf die umliegende Landschaft.[1]